# Ковалів Левко Борисович
Ковалі́в Левко́ Бори́сович  (6 [18] грудня 1894, Харків, Харківська губернія, Російська імперія — 26 жовтня 1937, Бамлаг, РРФСР, СРСР) — український державний і політичний діяч.

## Біографія
Народився в Харкові. Навчався у Виборзькому комерційному училищі, з 1913 року — в Київському комерційному інституті. Був активним членом студентської громади. У цей час приєднався до групи українських соціал-революціонерів, від 1915 року співпрацював у газеті «Боротьба». Через переслідування царською владою змушений був переїхати до Полтави, де працював інспектором у Полтавському губернському земстві.
З початку квітня 1917 року Левко Ковалів один з очільників Української партії соціалістів-революціонерів, член ЦК партії. За часів УНР член Центральної Ради. У січні-травні 1918 року разом із Гнатом Михайличенком, Олександром Шумським, Антоном Приходьком, Андрієм Заливчим, Панасом Любченком та ін. належав до лівого крила партії. У березні 1919 року став одним з ініціаторів створення Української партії соціалістів-революціонерів (комуністів), очолював роботу підпільної контррозвідки. З приходом більшовиків активно з ними співпрацював. Після захоплення Києва денікінцями виїхав до Москви.
1919 року разом із Григорієм Гриньком вів перемовини з керівниками Комінтерну про визнання боротьбистів єдиною комуністичною організацією в Україні. Тоді ж таки Ковалів редагував журнал «Український комуніст» (з'явилося тільки одне число в листопаді 1919 року) та газету «Пролетарська боротьба» (спільно з Іваном Косачем і Олександром Шумським). У грудні 1919 року Ковалів підписав угоду про співпрацю з КП(б)У, але вже в березні 1920 року виступив проти злиття боротьбистів із більшовиками. З лютого 1921 року — заступник наркома закордонних справ УСРР, у березні того року був обраний членом ВУЦВК.
У листопаді 1921 року вийшов із лав КП(б)У і переїхав до Києва. Займався науковою роботою в галузі фототехнічних процесів і технікою кольорової фотографії. У середині 1920-х років повернувся до Харкова, де очолив українську філію товариства «Радіопередача». На початку 1930-х років вступив до аспірантури Науково-дослідного фізико-хімічного інституту ім. Л. Я. Карпова в Москві, згодом працював тут. Був цивільним чоловіком Тетяни Польської.

### Загибель
5 листопада 1934 року арештований у Харкові органами ГПУ за обвинуваченням у приналежності до контрреволюційної боротьбістської організації, яка нібито готувала замах на Сталіна. Проходив по так званій «справі боротьбистів» разом із колишніми боротьбистами Данилом Кудрею, Юрієм Мазуренком, Олександром Полоцьким, Семеном Семком, письменниками Петром Ванченком, Василем Вражливим, Григорієм Епіком, Олександром Ковінькою, Миколою Кулішем, Миколою Любченком, Григорієм Майфетом, Андрієм Пановим, Валер'яном Підмогильним, Євгеном Плужником, Валер'яном Поліщуком, Володимиром Штангеєм (усього 17 осіб). 27—28 березня 1935 року виїзна сесія Військової колеґії Верховного Суду СРСР засудила Левка Коваліва до 10 років виправно-трудових таборів. 
За постановою особливою трійки НКВС по Далекому Сходу 26 жовтня 1937 року розстріляний у Бамлагу. 
Реабілітований у серпні 1956 року.